# St. Michael (Altheim)

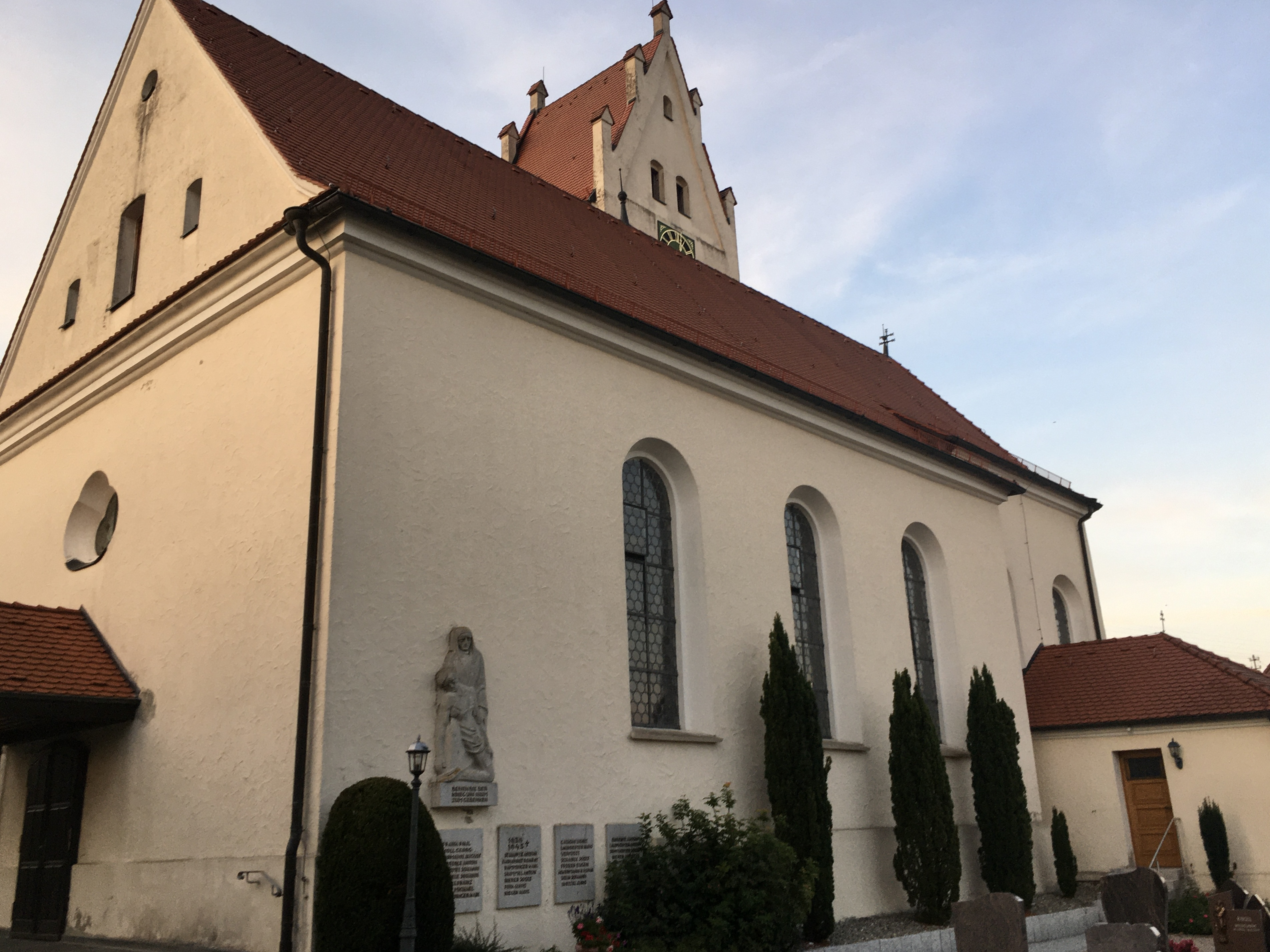
St. Michael in Altheim

Die römisch-katholische Pfarrkirche St. Michael steht in Altheim, einer kleinen Gemeinde nahe Ehingen im Alb-Donau-Kreis in Baden-Württemberg. Die Kirche gehört zur Seelsorgeeinheit Allmendingen im Dekanat Ehingen der Diözese Rottenburg-Stuttgart. Sie ist beim Landesamt für Denkmalpflege Baden-Württemberg als Baudenkmal eingetragen.

## Beschreibung
Die Saalkirche besteht aus einem Langhaus, das mit einem Satteldach bedeckt ist, einem eingezogenen, dreiseitig geschlossenen Chor im Osten und einem dreigeschossigen Chorflankenturm, dessen oberstes Geschoss die Turmuhr beherbergt, an dessen Nordwand. Zwischen den vier Giebeln erhebt sich aus dem Satteldach ein Dachreiter, dessen Haube mit einem Doppeladler bekrönt ist.
Zur Kirchenausstattung gehören eine spätgotische Pietà und ein Triumphkreuz von 1760.